# Глухов, Николай Гаврилович
Николай Гаврилович Глухов (1831—1893) — российский изобретатель в области электротехники.

## Биография
Николай Глухов родился в 1831 году. Получив образование в Дворянском полку, служил в артиллерии и в 1858 году вышел в отставку в чине штабс-капитана, после чего посвятил себя электротехнике.
Он стал одним из первых людей в Российской империи, содействовавших науке об электричестве и достиг большого совершенства в гальванопластике. Обладая хорошими знаниями в химии, Глухов много работал над разложением с помощью электрического тока сложных химических соединений, и одним из крупных шагов в развитии этого дела был изобретенный им способ электрического разложения соли и добывания из неё каустической соды (гидроксида натрия).
Николай Гаврилович Глухов выставил на Третьей электрической выставке некоторые приборы, двигатели и динамо-машины своего изобретения, удостоенные Императорскии Русским техническим обществом медали за оригинальные принципы, положенные в основание их конструкции, и за удачное осуществление принципа самовозбуждения в динамо-машине переменного тока.
Помимо этого, Н. Г. Глухов был членом нескольких специальных учёных кружков и обществ и деятельным сотрудником электротехнических изданий. Ему рано изменило здоровье, и последние годы он работал только дома в своей лаборатории. Последние работы его, почти законченные, так и не были применены на практике.
Николай Гаврилович Глухов умер 2 апреля 1893 года в городе Москве и был погребён в Алексеевском монастыре.